# 합덕고등학교
합덕고등학교(合德高等學校)는 대한민국 충청남도 당진시 합덕읍 소소리에 있는 공립 고등학교이다.

## 학교 연혁
- 1951년 11월 30일 : 합덕농업고등학교 개교(남·여)
- 1969년 3월 15일 : 합덕여자고등학교 설립 인가
- 1969년 4월 21일 : 합덕여중·고 분리
- 2020년 1월 7일 : 제51회 졸업식(32명, 총 6,650명)
- 2020년 3월 1일 : 합덕고등학교로 교명 변경
- 2023년 3월 1일 : 제19대 이영세 교장 부임
- 2025년 2월 7일 : 제56회 졸업식(34명, 총 6,761명)
- 2025년 3월 4일 : 제59회 입학식(27명)

## 참고 자료
- 합덕고등학교 - 한국교육학술정보원 학교알리미